# Villa abeilla
Villa abeilla är en tvåvingeart som beskrevs av Hull 1973. Villa abeilla ingår i släktet Villa och familjen svävflugor. Inga underarter finns listade i Catalogue of Life.